# Louis Jacques Marie Fournier
Pour les articles homonymes, voir Fournier.
Louis Jacques Marie Fournier, né le 1er décembre 1786 à Nîmes (Gard) et mort le 20 février 1862 à Paris, est un homme politique français.

## Biographie
Négociant, il séjourna quelque temps aux Antilles, puis s'établit à Marseille où il fonda une maison de commerce. Membre de la Chambre de commerce, il fut, le 13 mai 1849, élu par les conservateurs des Bouches-du-Rhône représentant de ce département à l'Assemblée législative. 
Il prit place à droite, vota pour l'expédition de Rome, pour la loi du 31 mai sur la réglementation du suffrage universel, contre le rapport ultérieur de cette loi et pour la proposition des questeurs.

## Sources
- « Notice biographique sur M. Fournier (Louis-Jacques-Marie), ancien membre du conseil général du commerce », Henri de Motchez
- « Louis Jacques Marie Fournier », dans Adolphe Robert et Gaston Cougny, Dictionnaire des parlementaires français, Edgar Bourloton, 1889-1891 [détail de l’édition]